# Ramir Lorenzale i Rogent
Ramir Lorenzale i Rogent (Barcelona, 29 de gener de 1859 - Barcelona, 27 de desembre de 1917) fou un pintor fill i deixeble del pintor Claudi Lorenzale.

## Biografia
Va néixer al carrer Conde del Asalto (actualment Nou de la Rambla) de Barcelona, fill de Claudi Lorenzale i Sugrañes i de Maria Rogent i Amat, ambdós naturals de Barcelona. Es va formar a l'Escola de Belles Arts de Llotja i a París, i conreà la pintura decorativa, dins un realisme anecdòtic. Realitzà els plafons per al sostre del prosceni del Gran Teatre del Liceu, actualment desapareguts.
L'any 1882 va ser un dels pintors convidats a la primera exposició de l'Acadèmia de Belles Arts de Sabadell.